# ادگار هنری کوئپر
ادگار هنری کوئپر (انگلیسی: Edgar Henri Cuepper؛ زادهٔ ۱۶ مهٔ ۱۹۴۹) سوارکار پرش اهل بلژیک است.